# For These Streets
For These Streets ist ein Jazzalbum von Adam O’Farrill. Die im The Bunker Studio in New York City entstandenen Aufnahmen erschienen am 28. März 2025 auf Out of Your Head Records.

## Hintergrund
Der amerikanische Trompeter und Komponist Adam O’Farrill hatte einen Traum, eine Vision von jemandem auf einem Boot mitten auf dem nebelverhangenen Ozean, der seine Heimat verlassen hatte, ohne sein Ziel zu kennen. Während er Henry Millers Roman Wendekreis des Krebses las, sah O’Farrill Charlie Chaplins Film Lichter der Großstadt und stellte fest, dass Buch und Film, obwohl sie Anfang der 1930er-Jahre erschienen, sehr gegensätzliche Weltanschauungen zum Ausdruck brachten. Diese intensive Auseinandersetzung mit Musik, Literatur und Film der 1930er-Jahre beeinflusste O’Farrills Kompositionen für das Oktett von „For These Streets“. Viele Stücke des Albums fungieren als Hommagen, Reflexionen oder vielleicht als fortgeführte Dialoge mit der Musik dieser Ära, notierte Eyal Hareuveni.
For These Streets ist auch eine Hommage an O’Farrills Großvater, den afrokubanischen Komponisten, Arrangeur und Dirigenten Chico O’Farrill (1921–2001), „der eine Vorliebe dafür hatte, seinen Instinkten und Einflüssen bis ans Ende des Weges zu folgen, wo auch immer sie sich niederließen“.
Für dieses Projekt wählte O‘Farrill enge Freunde und Musiker, darunter die Gitarristin Mary Halvorson (in deren Bands O’Farrill spielt), deren inspirierte Abstraktion der komplexen Kompositionen hier eine Hauptrolle spielt, sowie die Vibraphonistin Patricia Brennan, den 
Bassisten Tyrone Allen und den Schlagzeuger Tomas Fujiwara.
Die digitale Singleauskopplung „Speeding Blots of Ink“ thematisiert die komplexe Beziehung zwischen Henry Miller und Anaïs Nin.

## Titelliste
- Adam O’Farrill: For These Streets (Out Of Your Head Records OOYH034)[2]

1. Swimmers
2. Nocturno, 1932
3. Scratching the Surface of a Dream
4. Migration
5. Speeding Blots of Ink
6. Streets
7. And So On
8. The Break Had Not Come
9. Rose 6:40
10. Late June

Die Kompositionen stammen von Adam O’Farrill.

## Rezeption
Musik, Literatur und Film der 1930er-Jahre dienten als Inspiration für For These Streets, schrieb Dave Sumner (Daily Bandcamp). Ausgewählte Stücke aus dieser Zeit dienten Adam O’Farrill als Leitfaden für seine Fantasiewelt der damaligen Figuren und Komponisten – nicht nur wie sie die Welt mit eigenen Augen sahen, sondern auch wie der Trompeter sich ihre Wahrnehmung aus seiner eigenen Perspektive vorstellt. Jedes Projekt, an dem Musiker wie Mary Halvorson, Patricia Brennan und Tomas Fujiwara beteiligt sind, dürfte einzigartig modern klingen, egal wie viele Jahrzehnte das Ausgangsmaterial zurückreiche. Die Kompositionen seien „ein langsamer Kameraschwenk von dichten Harmoniewellen zu Zwischenspielen melodischer Isolation – von der Menge zum Einzelnen und wieder zurück“. Die Musik habe eine [Film]-Noir-artige Qualität, als hätte die Aufnahmesitzung bei Vollmond stattgefunden.
Die zehn durchdachten, komplexen und vielschichtigen Kompositionen seien lose inspiriert, korrespondierten mit und spiegelten bestimmte harmonische, melodische Fragmente und rhythmische Sequenzen von Maurice Ravels Klavierkonzert in G-Dur, Carlos Chavez’ Préludes for Piano, Igor Strawinskys Dumbarton Oaks und von Olivier Messiaen wider und seien zudem von der Musik Kurt Weills, insbesondere seinem Sinn für Harmonie und Rhythmus, beeinflusst, schrieb Eyal Hareuveni (Salt Peanuts). Glücklicherweise verfüge O’Farrill über die Weisheit und die reiche Vorstellungskraft, eine solch komplexe musikalische Vision – ein zartes Pastiche – zu entwerfen, das die Gefühle, Ideen und Motive von Künstlern der pulsierenden 1930er-Jahre rekonstruiert, darunter auch einflussreiche Künstler wie Duke Ellington, John Steinbeck, Anaïs Nin und Octavio Paz, ohne jedoch sentimental zu werden. Alle Musiker des Oktetts würden O’Farrills Kammerjazz-Ansatz tragen; es seien wunderschöne und üppige Kompositionen mit Anmut und Zurückhaltung und mit tiefem Verständnis für den emotionalen Geist von O’Farrills ausgeprägter Vision.
Nach Ansicht von Mark Corroto, der das Album in All About Jazz rezensierte, ist die Musik harmonisch und rhythmisch komplex, doch die Genialität des Albums liege darin, wie diese Komplexität den Interpreten vorbehalten bleibe. Der Zuhörer werde in eine üppige, seltsame und emotionale Klangwelt entführt, die unmittelbar und intuitiv erfahrbar sei. Das Ensemble werde subtil von Eli Greenhoes Dirigat geleitet, was der Musik einen spontanen und dennoch stimmigen Charakter verleihte. For These Streets beschwöre eine Welt herauf – zeitlos, surreal und seltsam vertraut –, in der Komposition und Improvisation in Schatten und Licht zusammen tanzen.
Das Album gelangte auf Position 13 der Halbjahresliste (1/2025) des Francis Davis Jazz Critics Poll.